# Jesenická stovka
Jesenická stovka je dálkový běh, při kterém jeho účastníci překonávají hřeben Jeseníků. Start i cíl závodu jsou v Šumperku. V roce 2018 činila jeho délka 103 kilometrů. Vyhlašování výsledků tehdy probíhalo ve dvou kategoriích, a to jak mužů, tak žen, když byli dekorováni vždy první tři závodníci, kteří zdárně dosáhli cíle. První ročník klání se uskutečnil roku 2013.